# Samsung Galaxy Tab S4
La Samsung Galaxy Tab S4 es una tableta desarrollada y producida por Samsung Electronics. Es el sucesor del anterior Galaxy Tab S3 y se anunció junto con el Samsung Galaxy Tab A 10.5, alternativa más económica.

## Historia
La Tab S4 se reveló el 1 de agosto de 2018, y los pedidos anticipados de modelos Wi-Fi y celulares comenzaron el mismo día. En los Estados Unidos en el momento del lanzamiento, los modelos LTE estuvieron disponibles para su compra a través de Verizon, y el soporte de otros operadores llegaría en el tercer trimestre de 2018.

## Especificaciones

### Hardware

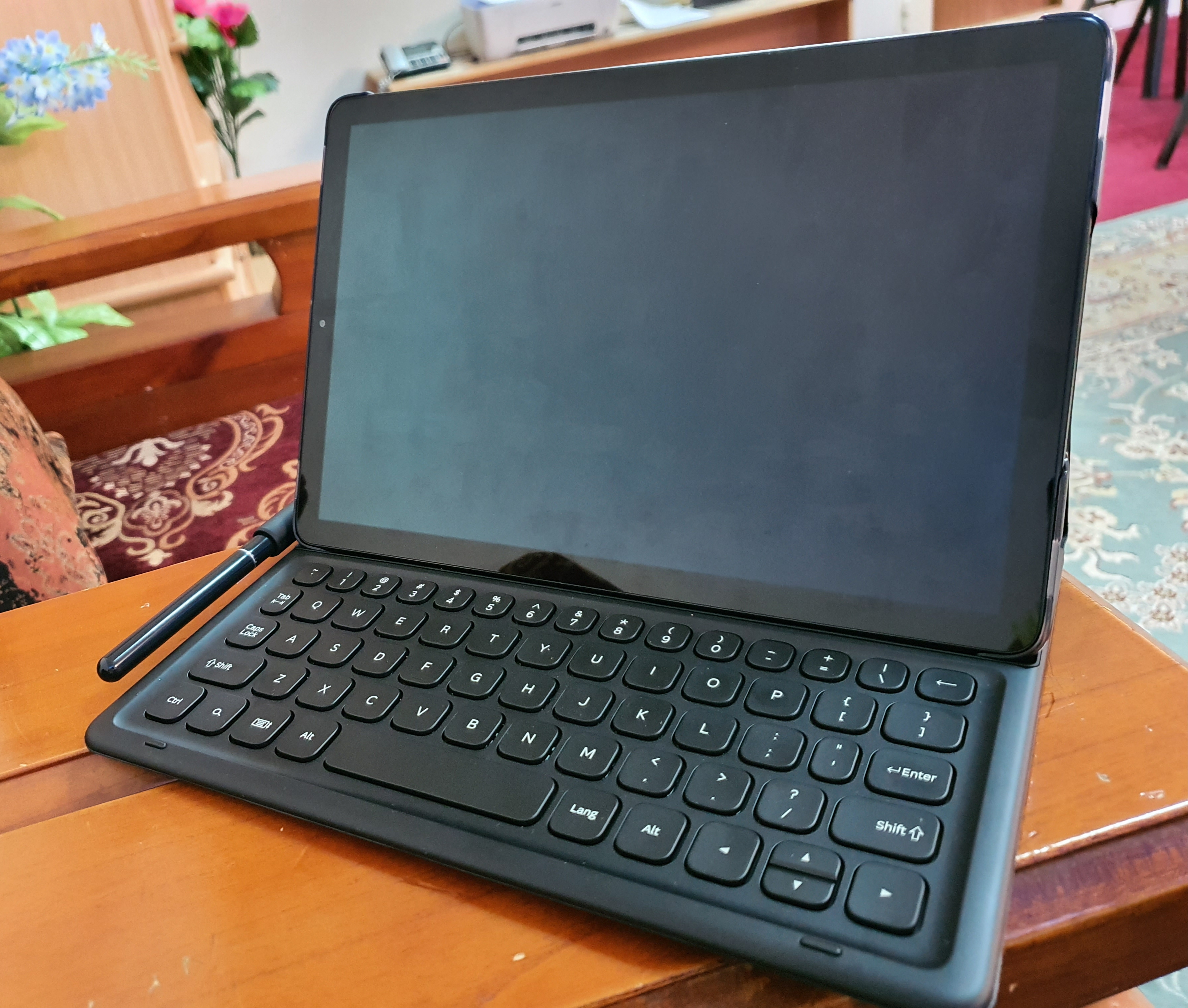
Samsung Galaxy Tab S4 con teclado y lápiz

La Tab S4 cuenta con un Qualcomm Snapdragon 835 de ocho núcleos con 4 GB de memoria LPDDR4X. Está disponible en variantes de almacenamiento de 64 o 256 GB, con compatibilidad con tarjeta microSD ampliable hasta 400 GB (a partir de octubre de 2022, las tarjetas mSD de 1 TB ya funcionan). La Tab S4 tiene compatibilidad con Bluetooth 5.0 y una batería mayor de 7300 mAh con carga rápida adaptativa y un tiempo de reproducción de video de hasta 16 horas. El dispositivo tiene micrófonos de campo lejano integrados que permiten controlar el Asistente de Google desde distancias lejanas.
En comparación con la Galaxy Tab S3, la Tab S4 tiene una pantalla más grande de 10,5 pulgadas y 2560 x 1600 con una relación de aspecto de 16:10 y biseles más delgados, lo que permite que su tamaño sea similar al de su predecesor. Como resultado, la Tab S4 ya no cuenta con un sensor de huellas dactilares o botones de navegación y de inicio, y en su lugar utiliza un escáner facial y de iris. La cámara para selfies frontal se ha actualizado a 8 megapíxeles y puede grabar en una resolución de 1080p. Los cuatro altavoces estéreo también han sido producidos por AKG y son compatibles con el sonido envolvente Dolby Atmos.
El vidrio delantero y trasero usa Gorilla Glass 3 y la parte frontal no tiene el logotipo de Samsung.

### Software
La Tab S4 viene con Samsung Experience 9.5, que se basa en Android 8.1.0 Oreo. El firmware del dispositivo se actualizó a One UI 2, basado en Android 10, en una actualización que recibió en 2020.
Las nuevas características incluyen la protección Samsung Knox y un modo de tablero diario, que permite mostrar fotos e información meteorológica y de calendario. Bixby 2.0 se agregará en una futura actualización de software en 2019.
Samsung DeX también es compatible de forma nativa y se inicia en el dispositivo cuando se conecta una cubierta de teclado. La Tab S4 puede ejecutar hasta 20 ventanas de aplicaciones múltiples simultáneamente y admite la función de pantalla dividida, arrastrar y soltar y hacer clic con el botón derecho. Cuando se conecta a un monitor externo, la pantalla se puede usar como panel táctil.

### Accesorios
La Tab S4 viene con un lápiz óptico S Pen mejorado con una punta de 0.7 mm y 4.096 niveles de sensibilidad a la presión, similar al S Pen del Galaxy Note 8. Pesa 9.1 granos y admite funciones como comandos aéreos, traducción de texto en pantalla, memorándums sin pantalla y mensajes en vivo.
También se ofrece por separado un accesorio de teclado desmontable que se engancha magnéticamente a la Tab S4. Viene una funda para el S Pen, pero no se incluye un panel táctil, por lo que los usuarios tienen que confiar en la pantalla táctil, el S Pen o un mouse bluetooth para la entrada.